# Stefan Erdmann (Autor)
Stefan Erdmann (* 22. Februar 1966 in Hannover) ist Autor verschwörungstheoretischer Bücher und Leiter eines Senioren- und Pflegeheims. Er unternahm zahlreiche Reisen und Expeditionen durch Ägypten, Ostafrika und den Himalaya.

## Leben
Stefan Erdmann lebt seit 1968 in Hagenburg am Steinhuder Meer. Er ist gelernter Heilerzieher, arbeitet aber seit 1993 als Autor. Seine Bücher über Verschwörungstheorien und Esoterik ließ er durch Jan Udo Holeys Buchverlag publizieren. Nebenbei baute er ein bäuerliches Anwesen seines Großvaters aus dem Jahre 1884 in ein Senioren- und Pflegeheim mit 100 Plätzen um, für das er als Geschäftsführer tätig ist.

## Inhalt seiner Bücher
Erdmann vermischt Thesen Erich von Dänikens, der Freimaurererverschwörung um die Illuminati und über die Bundeslade. Über Dänikens Auffassung hinausgehend, dass Außerirdische die ersten Kulturbringer seien und neben Wissen auch Bauten hinterlassen hätten, nennt Erdmann auch die Namen der möglichen Götter, die einst die Erde besucht hätten. So sollen nach seinen Quellen Atlanter und Annunaki die wichtigsten Außerirdischen sein, die in das Geschehen der Erde eingegriffen haben.
Außerdem vertritt Erdmann die Thesen, dass die biblischen Figuren David, Salomo und Jesus Pharaonen seien und die Autoren der Bibel die Geschichten manipuliert hätten, um ihren Schriften die passenden Geschichten zu geben. Dazu sagt er selbst in seiner Biographie:

„...Es ist heute wissenschaftlich erwiesen, dass es die großen Königreiche Davids und Salomons, so wie sie in der Bibel beschrieben werden, wahrscheinlich gar nicht gegeben hat, wenn überhaupt handelte es sich dabei um unbedeutende Randbezirke. Genauso wenig hat es nie einen „Auszug aus Ägypten“ gegeben. Bei David und Salomon handelte es sich sehr wahrscheinlich um die ägyptischen Pharaonen Tuthmosis III. und Amenophis III.“

Erdmann verweist auch auf ein angebliches Verbot einer Herkunftsanalyse des Pharao Tutenchamun.
Einen besonderen Schwerpunkt bildet in Banken, Brot und Bomben – Band 2 die juristische Situation Deutschlands nach dem Zweiten Weltkrieg (siehe dazu: Rechtslage des Deutschen Reiches nach 1945). Hierzu sagt Erdmann auf seiner Website selber:

„...Es ist schon unglaublich, dass es gelingen konnte, in einem Zeitraum von nur zwei Generationen ein ganzes Volk zu politischen Dummköpfen zu erziehen, und dass heute kaum ein Bundesbürger über die juristische Situation der BRD auch nur ansatzweise informiert ist – vielleicht ist es aber auch besser so.“

Erdmann beruft sich in seinem Buch Geheimakte Bundeslade auf die antisemitische Textsammlung Protokolle der Weisen von Zion als vermeintlichen Beweis für eine angestrebte „Neue Weltordnung“ und vertritt die These, diese seien „unzweifelhaft“ „bereits zu großen Teilen umgesetzt“. Das Werk ist im Jahre 2005 im Verlag ama deus erschienen, der auch die verschwörungstheoretischen Bücher des Verlagsinhabers Jan Udo Holey verlegt. Erdmann und Jan Udo Holey (Pseudonym Jan van Helsing) verfassten gemeinsam das Werk Die Jahrtausendlüge.

## Skandal um Königskartusche in Ägypten
Im April 2013 entnahm Erdmann zusammen mit dem Experimentalarchäologen Dominique Görlitz bei einem Besuch der ägyptischen Cheops-Pyramide Proben von der Decke der Königskammer und brachten diese zur Analyse in das Fresenius-Labor nach Dresden. Außerdem sollen sie Farbpigmente von der Wandbemalung der obersten darüber befindlichen Entlastungskammer abgekratzt haben, wobei die Hieroglyphenkartusche des Pharaos beschädigt worden sei. Im Herbst 2014 kam es zum Prozess in Kairo, in dem Görlitz in Abwesenheit zu 5 Jahren Haft verurteilt wurde.
Der frühere ägyptische Minister für Altertümer Zahi Hawass benutzte diesen Fall für die ägyptische Innenpolitik und behauptete, dass die Deutschen für Robert Bauval arbeiten würden, der angeblich die Theorie vertrete, dass „die Pyramiden vor 15000 Jahren von Juden erbaut worden seien.“ Monica Hanna von der American University of Cairo, Gründerin der „Egypt´s Heritage Task Force“, bestätigte die Beschädigung der Kartusche und so kam es zur Verhaftung der in Ägypten lebenden sechs Begleiter, die ebenfalls zu fünf Jahren Haft verurteilt und nach Urteilsverkündung sofort inhaftiert wurden. Robert Schoch von der Boston University veröffentlichte am 19. Februar 2014 entlastende Bilder, welche u. a. zeigen, dass die zur Debatte stehenden Meißelspuren auf der Kartusche bereits im Jahr 2006 vorhanden waren. Das Gericht in Kairo kam dadurch zur Überzeugung, dass die Tatvorwürfe, die im ersten Verfahren zur Verurteilung geführt hätten, sich nicht aufrechterhalten lassen. Deshalb müsse der Fall erneut dem Kriminalgericht übergeben werden.

## Veröffentlichungen
Bücher:
- Den Göttern auf der Spur. ISBN 3-9807106-6-1.
- Banken, Brot und Bomben – Band 1. ISBN 3-9807106-1-0.
- Banken, Brot und Bomben – Band 2. ISBN 3-9807106-0-2.
- Geheimakte Bundeslade. ISBN 3-9807106-2-9.
- Die Jahrtausendlüge. ISBN 3-938656-30-1. (gemeinsam verfasst mit Jan Udo Holey)

Hörbücher:
- Geheimpolitik und verbotenes Wissen – Interview mit Stefan Erdmann. ISBN 3-938656-02-6.

Filme:
- Die Cheops-Lüge (mit Jan Udo Holey)